# Konferencja w Charlottetown

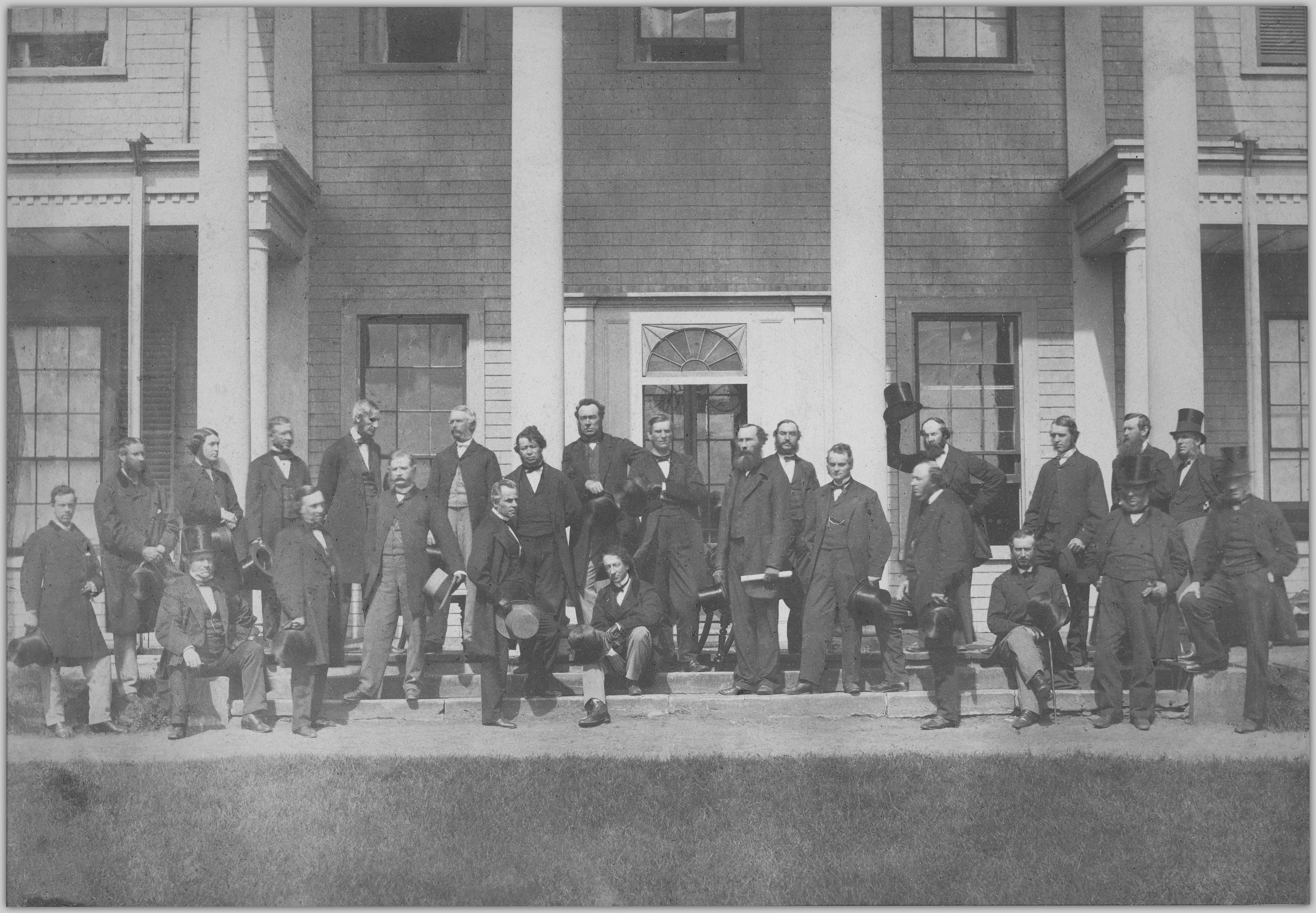
Uczestnicy konferencji w Charlottetown

Konferencja w Charlottetown – konferencja, na której powzięto wstępne decyzje dotyczące Konfederacji Kanady. Rozpoczęła się 1 września 1864 i zakończyła 10 września 1864 roku w Charlottetown, stolicy Wyspy Księcia Edwarda. Rozmowy zjednoczeniowe były kontynuowane na konferencji w Quebecu. Na konferencji spotkali się przedstawiciele prowincji morskich Nowej Szkocji, Nowego Brunszwiku i Wyspy Księcia Edwarda oraz delegaci Unii Kanady – Ontario i Quebecu. Ze względu na spóźnione zaproszenie nie pojawili się delegaci Nowej Fundlandii.
Pomysł zwołania konferencji zrodził się po tym, jak do polityków kanadyjskich doszła informacja, iż trzy morskie kolonie – Nowa Szkocja, Nowy Brunszwik i Wyspa Księcia Edwarda zamierzają wiosną 1864 zorganizować konferencję, na której planują przedyskutować ewentualną unię trzech kolonii. Przedstawiciele Kanady wyrazili zainteresowanie uczestnictwem w tym wydarzeniu. Czas spotkania wyznaczono na koniec sierpnia lub początek września. Pierwszym, który przybył do Charlottetown 30 sierpnia był Robert Dickey z Nowej Szkocji. Następnego dnia pojawiła się reszta delegacji tej kolonii, prowadzona przez Charlesa Tuppera. Kolejnego dnia przybyła delegacja Nowego Brunszwiku. Wcześnie rano 1 września na pokładzie statku parowego przybili do brzegu delegaci Kanady. Tego samego dnia rozpoczęły się obrady historycznej konferencji. Początkowo, jak wcześniej planowano, rozpoczęły się negocjacje unijne pomiędzy prowincjami atlantyckimi. Przedstawiciele Kanady pełnili role obserwatorów i nie włączali się do rozmów. Szybko jednak temat unii prowincji nadmorskich zniknął z programu obrad i otwarcie zaczęto dyskutować zjednoczenie wszystkich prowincji w kształcie federacji, pozostawiającej każdej części składowej dużą autonomię. Od tego momentu na czoło wysunęli się przedstawiciele Kanady George-Étienne Cartier i John Macdonald, referujący kwestie polityczne, Alexander Galt, proponujący kwestie budżetowe oraz George Brown, zajmujący się kwestią kształtu oraz relacjami pomiędzy rządami prowincjonalnymi i federalnym. Te cztery osoby odcisnęły piętno swej indywidualności na kształcie przyszłej Kanady. W czasie konferencji nakreślono ogólny plan Konfederacji Kanady i ustalono zwołanie drugiej konferencji, która odbyła się w miesiąc później w mieście Quebec.